# Francis S. White
Francis S. White (Prairie, 1847. március 13. – Birmingham, 1922. augusztus 1.) az Amerikai Egyesült Államok szenátora (Alabama, 1914–1915).